# Viticoltura negli Stati Uniti d'America

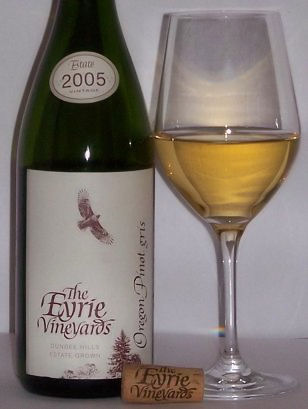
Un pinot grigio di The Eyrie Vineyards

La viticoltura negli Stati Uniti d'America è stato prodotto sin dal 1500, con la prima produzione diffusa iniziata nel New Mexico nel 1628. Oggi, la produzione di vino viene svolta in tutti i cinquanta stati, con la California che produce l'89% di tutto il vino degli Stati Uniti. Il continente nordamericano ospita diverse specie autoctone di uva, tra cui Vitis labrusca, Vitis riparia, Vitis rotundifolia e Vitis vulpina, ma l'industria vinicola si basa quasi interamente sulla coltivazione della Vitis vinifera europea, introdotta da Coloni europei.

## Zone di produzione
Le principali zone di produzione di vino sono:

### Arizona
- Sonoita AVA
- Willcox AVA

### Arkansas
- Altus AVA
- Arkansas Mountain AVA
- Ozark Mountain AVA (condivisa con Missouri e Oklahoma)

### California

#### Cascade Foothills
- Inwood Valley AVA
- Manton Valley AVA

#### Central Coast and Santa Cruz Mountains
- Adelaida District AVA
- Alisos Canyon AVA
- Arroyo Grande Valley AVA
- Arroyo Seco AVA
- Ballard Canyon AVA
- Ben Lomond Mountain AVA
- Carmel Valley AVA
- Central Coast AVA
- Chalone AVA
- Cienega Valley AVA
- Creston District AVA
- Edna Valley AVA
- El Pomar District AVA
- Hames Valley AVA
- Happy Canyon of Santa Barbara AVA
- Lamorinda AVA[1]
- Lime Kiln Valley AVA
- Livermore Valley AVA
- Los Olivos District AVA
- Monterey AVA
- Mt. Harlan AVA
- Pacheco Pass AVA
- Paicines AVA
- Paso Robles AVA
- Paso Robles Estrella District AVA
- Paso Robles Geneseo District AVA
- Paso Robles Highlands District AVA
- Paso Robles Willow Creek District AVA
- San Antonio Valley AVA
- San Benito AVA
- San Bernabe AVA
- San Francisco Bay AVA
- San Juan Creek AVA
- San Lucas AVA
- San Miguel District AVA
- San Ysidro District AVA
- Santa Clara Valley AVA
- Santa Cruz Mountains AVA
- Santa Lucia Highlands AVA
- Santa Margarita Ranch AVA
- Santa Maria Valley AVA
- Santa Ynez Valley AVA
- Sta. Rita Hills AVA
- Templeton Gap District AVA
- York Mountain AVA

#### Central Valley
- Alta Mesa AVA
- Borden Ranch AVA
- Capay Valley AVA
- Clarksburg AVA
- Clements Hills AVA
- Cosumnes River AVA
- Diablo Grande AVA
- Dunnigan Hills AVA
- Jahant AVA
- Lodi AVA
- Madera AVA
- Merritt Island AVA
- Mokelumne River AVA
- River Junction AVA
- Salado Creek AVA
- Sloughhouse AVA
- Squaw Valley-Miramonte AVA
- Tracy Hills AVA

#### Klamath Mountains
- Seiad Valley AVA
- Trinity Lakes AVA
- Willow Creek AVA

#### North Coast
- Alexander Valley AVA
- Anderson Valley AVA
- Atlas Peak AVA
- Benmore Valley AVA
- Bennett Valley AVA
- Big Valley District-Lake County AVA
- Calistoga AVA
- Chalk Hill AVA
- Chiles Valley AVA
- Clear Lake AVA
- Cole Ranch AVA
- Coombsville AVA
- Covelo AVA
- Diamond Mountain District AVA
- Dos Rios AVA
- Dry Creek Valley AVA
- Eagle Peak Mendocino County AVA
- Fort Ross-Seaview AVA
- Fountaingrove District AVA[2]
- Green Valley of Russian River Valley AVA
- Guenoc Valley AVA
- High Valley AVA
- Howell Mountain AVA
- Kelsey Bench-Lake County
- Knights Valley AVA
- Los Carneros AVA
- McDowell Valley AVA
- Mendocino AVA
- Mendocino Ridge AVA
- Moon Mountain District Sonoma County AVA
- Mt. Veeder AVA
- Napa Valley AVA
- North Coast AVA
- Northern Sonoma AVA
- Oak Knoll District of Napa Valley AVA
- Oakville AVA
- Petaluma Gap AVA[3]
- Pine Mountain-Cloverdale Peak AVA
- Potter Valley AVA
- Red Hills Lake County AVA
- Redwood Valley AVA
- Rockpile AVA
- Russian River Valley AVA
- Rutherford AVA
- Solano County Green Valley AVA
- Sonoma Coast AVA
- Sonoma Mountain AVA
- Sonoma Valley AVA
- Spring Mountain District AVA
- St. Helena AVA
- Stags Leap District AVA
- Suisun Valley AVA
- Wild Horse Valley AVA
- Yorkville Highlands AVA
- Yountville AVA

#### Sierra Foothills
- California Shenandoah Valley AVA
- El Dorado AVA
- Fair Play AVA
- Fiddletown AVA
- North Yuba AVA
- Sierra Foothills AVA

#### South Coast
- Antelope Valley of the California High Desert AVA
- Cucamonga Valley AVA
- Leona Valley AVA
- Malibu Coast AVA
- Malibu-Newton Canyon AVA
- Ramona Valley AVA
- Saddle Rock-Malibu AVA
- San Pasqual Valley AVA
- Sierra Pelona Valley AVA
- South Coast AVA
- Temecula Valley AVA

### Colorado
- Grand Valley AVA
- West Elks AVA

### Connecticut
- Eastern Connecticut Highlands AVA
- Southeastern New England AVA (shared with Massachusetts and Rhode Island)
- Western Connecticut Highlands AVA

### Georgia
- Dahlonega Plateau AVA
- Upper Hiwassee Highlands AVA (shared with North Carolina)

### Idaho
- Eagle Foothills AVA
- Lewis-Clark Valley AVA
- Snake River Valley AVA

### Illinois
- Shawnee Hills AVA
- Upper Mississippi River Valley AVA

### Indiana
- Indiana Uplands
- Ohio River Valley AVA

### Iowa
- Loess Hills District AVA
- Upper Mississippi River Valley AVA

### Kentucky
- Ohio River Valley AVA

### Louisiana
- Mississippi Delta AVA

### Maryland
- Catoctin AVA
- Cumberland Valley AVA
- Linganore AVA

### Massachusetts
- Martha's Vineyard AVA
- Southeastern New England AVA

### Michigan
- Fennville AVA
- Lake Michigan Shore AVA
- Leelanau Peninsula AVA
- Old Mission Peninsula AVA
- Tip of the Mitt AVA

### Minnesota
- Alexandria Lakes AVA
- Upper Mississippi River Valley AVA

### Mississippi
- Mississippi Delta AVA

### Missouri
- Augusta AVA
- Hermann AVA
- Loess Hills District AVA
- Ozark Highlands AVA
- Ozark Mountain AVA

### New Jersey
- Cape May Peninsula AVA
- Central Delaware Valley AVA (shared with Pennsylvania)
- Outer Coastal Plain AVA
- Warren Hills AVA

### New Mexico
- Mesilla Valley AVA (shared with Texas)
- Middle Rio Grande Valley AVA
- Mimbres Valley AVA

### New York
- Cayuga Lake AVA
- Champlain Valley of New York AVA
- Finger Lakes AVA
- Hudson River Region AVA
- Lake Erie AVA (shared with Ohio and Pennsylvania)
- Long Island AVA
- Niagara Escarpment AVA
- North Fork of Long Island AVA
- Seneca Lake AVA
- The Hamptons, Long Island AVA
- Upper Hudson AVA

### North Carolina
- Appalachian High Country AVA
- Crest of the Blue Ridge Henderson County AVA
- Haw River Valley AVA
- Swan Creek AVA
- Upper Hiwassee Highlands AVA
- Yadkin Valley AVA

### Ohio
- Grand River Valley AVA
- Isle St. George AVA
- Lake Erie AVA
- Loramie Creek AVA
- Ohio River Valley AVA

### Oklahoma
- Ozark Mountain AVA

### Oregon
- Applegate Valley AVA
- Chehalem Mountains AVA
- Columbia Gorge AVA
- Columbia Valley AVA
- Dundee Hills AVA
- Elkton Oregon AVA
- Eola-Amity Hills AVA
- Laurelwood District AVA
- McMinnville AVA
- Red Hill Douglas County, Oregon AVA
- Ribbon Ridge AVA
- The Rocks District of Milton-Freewater AVA
- Rogue Valley AVA
- Snake River Valley AVA
- Southern Oregon AVA
- Tualatin Hills AVA
- Umpqua Valley AVA
- Van Duzer Corridor AVA
- Walla Walla Valley AVA
- Willamette Valley AVA
- Yamhill-Carlton AVA

### Pennsylvania
- Central Delaware Valley AVA
- Cumberland Valley AVA
- Lake Erie AVA
- Lancaster Valley AVA
- Lehigh Valley AVA

### Rhode Island
- Southeastern New England AVA

### Tennessee
- Appalachian High Country AVA
- Mississippi Delta AVA

### Texas
- Bell Mountain AVA
- Escondido Valley AVA
- Fredericksburg in the Texas Hill Country AVA
- Mesilla Valley AVA
- Texas Davis Mountains AVA
- Texas High Plains AVA
- Texas Hill Country AVA
- Texoma AVA

### Virginia
- Appalachian High Country AVA
- Middleburg Virginia AVA
- Monticello AVA
- North Fork of Roanoke AVA
- Northern Neck George Washington Birthplace AVA
- Rocky Knob AVA
- Shenandoah Valley AVA
- Virginia's Eastern Shore AVA

### Washington
- Ancient Lakes of the Columbia Valley AVA
- Candy Mountain AVA
- Columbia Gorge AVA
- Columbia Valley AVA
- Horse Heaven Hills AVA
- Lake Chelan AVA
- Lewis-Clark Valley AVA
- Naches Heights AVA
- Puget Sound AVA
- Rattlesnake Hills AVA
- Red Mountain AVA
- Royal Slope AVA
- Snipes Mountain AVA
- Wahluke Slope AVA
- Walla Walla Valley AVA
- Yakima Valley AVA

### West Virginia
- Kanawha River Valley AVA
- Ohio River Valley AVA
- Shenandoah Valley AVA

### Wisconsin
- Lake Wisconsin AVA
- Upper Mississippi River Valley AVA
- Wisconsin Ledge AVA

## Sistema di qualità
Il primo sistema di denominazione americano era basato sui confini politici di stati e contee. Nel settembre 1978, il Bureau of Alcohol, Tobacco, and Firearms (ora Alcohol and Tobacco Tax and Trade Bureau) ha sviluppato regolamenti per stabilire aree viticole americane (AVA) basate su distinte caratteristiche climatiche e geografiche. Nel giugno 1980, l'Augusta AVA nel Missouri fu istituita come la prima area viticola americana con il nuovo sistema di denominazione. Ai fini dell'etichettatura del vino, l'uso delle denominazioni statali e di contea è stato adottato e sono ancora utilizzate spesso al posto degli AVA. Ci sono 276 AVA distinti designati ai sensi della legge degli Stati Uniti a partire da ottobre 2024.

### Leggi sull'etichettatura delle denominazioni
Affinché un'AVA compaia su un'etichetta di vino, almeno l'85% delle uve utilizzate per produrre il vino deve essere stato coltivato nell'AVA.
Affinché una denominazione statale o di contea compaia sull'etichetta del vino, il 75% delle uve utilizzate deve provenire da quello stato o contea. Alcuni stati hanno requisiti più severi. Ad esempio, la California richiede che il 100% delle uve utilizzate provenga dalla California per un vino etichettato come tale, e Washington richiede che il 95% delle uve in un vino di Washington sia coltivato a Washington. Se le uve provengono da due o tre contee o stati contigui, un'etichetta può avere una designazione multi-contea o multi-stato a condizione che le percentuali utilizzate da ciascuna contea o stato siano specificate sull'etichetta.

### Vini semi-generici

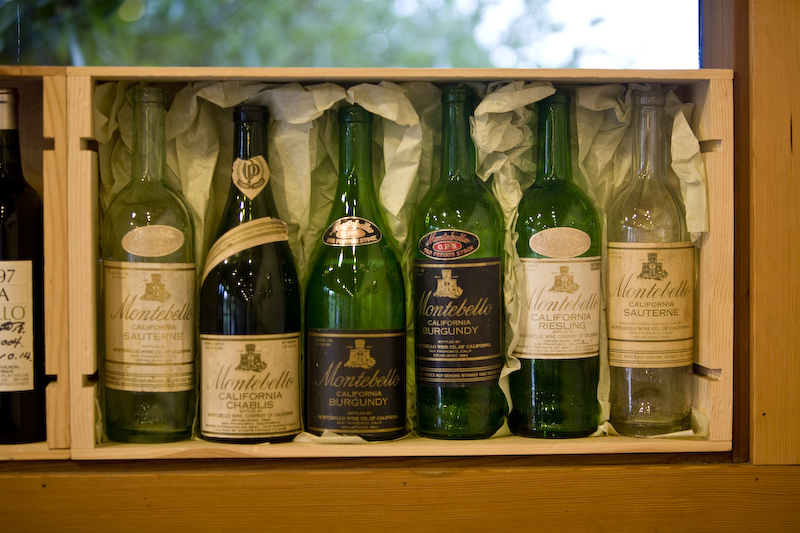
Un esempio di vini americani che utilizzano etichette semi-generiche di Borgogna, Chablis, ecc.

Le leggi degli Stati Uniti in passato consentivano che i vini americani venissero etichettati come "American Burgundy" o "California champagne", anche se questi nomi sono limitati in Europa. Le leggi degli Stati Uniti richiedevano che l'uso includesse l'area di origine qualificante per accompagnare questi nomi semi-generici. Altri nomi semi-generici negli Stati Uniti includono Claret, Chablis, Chianti, Madeira, Malaga, Marsala, Moselle, Port, Rhine wine, Sauternes (spesso scritto sulle etichette dei vini statunitensi come Sauterne o Haut Sauterne), Sherry e Tokay.

## Vitigni

### Autoctoni
| Vitigno           | Bacca | Zona di coltivazione | Immagine |
| ----------------- | ----- | -------------------- | -------- |
| Clinton (vitigno) | Nera  |                      |          |

### Alloctoni
Le principali viti alloctone sono:

## Produttori
I principali produttori sono:
- E & J Gallo Winery
- The Wine Group
- Constellation Brands
- Trinchero Family Estates
- Treasury Wine Estates
- Bronco Wine Company
- Delicato Family Wines
- Ste. Michelle Wine Estates
- Jackson Family Wines
- Concha y Toro